# Randy Travis
Randy Travis, nato Randy Bruce Traywick (Marshville, 4 maggio 1959), è un cantautore e attore statunitense di genere country e gospel.
Considerato una figura centrale nella storia della musica country, Travis ha venduto oltre 50, milioni di dischi nei soli  Stati Uniti.
Attivo dal 1985, egli ha pubblicato numerosi album in studio sia country che gospel. Inoltre, 30 dei suoi singoli si sono piazzati nella classifica Billboard Hot Country Songs, 16 dei quali hanno raggiunto la posizione numero 1.

## Biografia
Travis esordì con l'album Storms of Life, pubblicato sotto la Warner Bros. Records, disco che vendette più di 4.000.000 di copie. Classificato come artista di country neotradizionalista, ha ricevuto numerosi dischi di platino nella sua carriera. 
Dagli anni novanta i piazzamenti di Travis entrarono in declino, specie dopo l'abbandono nel 1997 della Warner Bros. per la DreamWorks Records, con la quale si dedicò maggiormente alla sua vena più vicina alla musica gospel. Unica eccezione a questo calo di vendite, fu il singolo "Three Wooden Crosses", numero 1 nelle classifiche e premiato con numerosi riconoscimenti.
Travis si dedicò anche alla carriera di attore, esordendo nella fiction Wind in the Wire nel 1992, per poi apparire ancora in alcuni film e serie tv, talvolta impersonando il ruolo di sé stesso.
Dopo aver pubblicato altri dischi di buon successo commerciale e di critica negli anni 2000, la sua carriera ha subito una brusca interruzione quando, nel 2013, egli ha subito un ictus ed è stato ricoverato in ospedale dove i medici hanno dichiarato che avesse meno dell'1% di possibilità di sopravvivenza. Durante il trattamento, Travis ha subito inoltre tre attacchi di polmonite, nonostante ciò è guarito ma è costretto alla sedia a rotelle e la sua capacità vocale è quasi ridotta a zero.

## Vita privata
Randy Travis è cristiano.

## Discografia
- 1986 – Storms of Life
- 1987 – Always & Forever
- 1988 – Old 8×10
- 1989 – An Old Time Christmas
- 1989 – No Holdin' Back
- 1990 – Heroes & Friends
- 1991 – High Lonesome
- 1992 – Wind in the Wire
- 1994 – This Is Me
- 1996 – Full Circle
- 1998 – You and You Alone
- 1999 – A Man Ain't Made of Stone
- 2000 – Inspirational Journey
- 2002 – Rise and Shine
- 2003 – Worship & Faith
- 2004 – Passing Through
- 2005 – Glory Train: Songs of Faith, Worship, and Praise
- 2007 – Songs of the Season
- 2008 – Around the Bend
- 2011 – Anniversary Celebration
- 2013 – Influence Vol. 1: The Man I Am
- 2014 – Influence Vol. 2: The Man I Am
- 2020 – Precious Memories (Worship & Faith)

## Filmografia

### Attore

#### Cinema
- Young Guns - Giovani pistole (Young Guns), regia di Christopher Cain (1988)
- Frank e Jesse (Frank & Jesse), regia di Robert Boris (1994)
- At Risk, regia di Elana Krausz (1994)
- Outlaws: The Legend of O.B. Taggart, regia di Rupert Hitzig (1994)
- Edie & Pen, regia di Matthew Irmas (1996)
- Fire Down Below - L'inferno sepolto (Fire Down Below), regia di Félix Enríquez Alcalá (1997)
- T.N.T. - Missione esplosiva (T.N.T.), regia di Robert Radler (1997)
- The Shooter, regia di Fred Olen Ray (1997)
- L'uomo della pioggia - The Rainmaker (The Rainmaker), regia di Francis Ford Coppola (1997)
- Black Dog, regia di Kevin Hooks (1998)
- Un genio in pannolino (Baby Geniuses), regia di Bob Clark (1999)
- The White River Kid, regia di Arne Glimcher (1999)
- The Million Dollar Kid, regia di Neil Mandt (2000)
- John John in the Sky, regia di Jefferson Davis (2000)
- The Cactus Kid, regia di Don Ashley (2000)
- Texas Rangers, regia di Steve Miner (2001)
- The Long Ride Home, regia di Robert Marcarelli (2003)
- L'ultimo messia (The Visitation), regia di Robby Henson (2006)
- The Wager, regia di Judson Pearce Morgan (2007)
- Il mistero delle pagine perdute - National Treasure (National Treasure: Book of Secrets), regia di Jon Turteltaub (2007)
- Jerusalem Countdown, regia di Harold Cronk (2011)
- The Price, regia di Kim Hughes (2015)

#### Televisione
- Matlock - serie TV, episodi 6x15-7x6-7x7 (1992-1993)[4]
- Wind in the Wire, regia di Jim Shea - film TV (1993)
- Dead Man's Revenge, regia di Alan J. Levi - film TV (1994)
- Texas, regia di Richard Lang - film TV (1994)
- Natale a sorpresa (A Holiday to Remember), regia di Jud Taylor - film TV (1995)
- Sabrina, vita da strega (Sabrina, the Teenage Witch) - serie TV, episodi 1x3 (1996)
- Steel Chariots, regia di Tommy Lee Wallace - film TV (1997)
- In un mare di guai (Boys Will Be Boys), regia di Dom DeLuise - film TV (1999)
- The Trial of Old Drum, regia di Sean McNamara - film TV (2000)
- Il tocco di un angelo (Touched by an Angel) - serie TV, 7 episodi (1994-2003)
- Christmas on the Bayou, regia di Leslie Hope - film TV (2013)
- Still the King - serie TV, episodi 1x1 (2016)

## Doppiatori italiani
Nelle versioni in italiano dei suoi lavori, Randy Travis è stato doppiato da:
- Stefano Benassi in Black Dog